# Россия на «Евровидении-2016»
В конкурсе песни «Евровидение 2016» в Стокгольме (Швеция) Россия приняла участие в 20-й раз. Россию представил Сергей Лазарев с песней «You Are The Only One». Музыка к ней была написана Филиппом Киркоровым и Димитрисом Контопулосом. Текст написан Джоном Баллардом и Ральфом Чарли. В декабре 2015 года Всероссийская Государственная телевизионная и радиовещательная компания (ВГТРК) объявила, что участвовать в конкурсе в Стокгольме будет Сергей Лазарев.

## Предыстория
До 2016 года Россия принимала участие в конкурсе Евровидение девятнадцать раз с момента дебюта в 1994 году . Россия была победителем конкурса один раз в 2008 с песней "Believe" в исполнении Димы Билана. Наименее успешным результатом было 17-е место, которое Россия достигла в 1995 году с песней "Колыбельная для вулкана" в исполнении Филиппа Киркорова. После введения полуфиналов конкурса в 2004, Россия каждый раз проходила в финал. В 2015 году Россия заняла второе место в конкурсе «Евровидение» с песней «A Million Voices» (Миллион голосов) в исполнении Полины Гагариной.
В 2016 году, российский национальный вещатель, Всероссийская Государственная телевизионная и радиовещательная компания (ВГТРК), будет транслировать мероприятие в России. Начиная с 2008 года, российское освещение конкурса чередуется между двумя вещателями: «Первый канал» и ВГТРК Россия.

## Участие
ВГТРК подтвердила свои намерения участвовать в «Евровидении 2016» 30 сентября 2015 года. 10 декабря 2015 года вещатель объявил, что Россию в конкурсе песни представит Сергей Лазарев . Это произошло во время Российской Национальной музыкальной премии, где Сергей Лазарев был назван "Певцом года". 11 декабря 2015 года было объявлено, что композитором станет Филипп Киркоров.
Премьера песни состоялась 5 марта 2016 года на канале «Россия 1» в программе «Вести в субботу»..

## На Евровидении

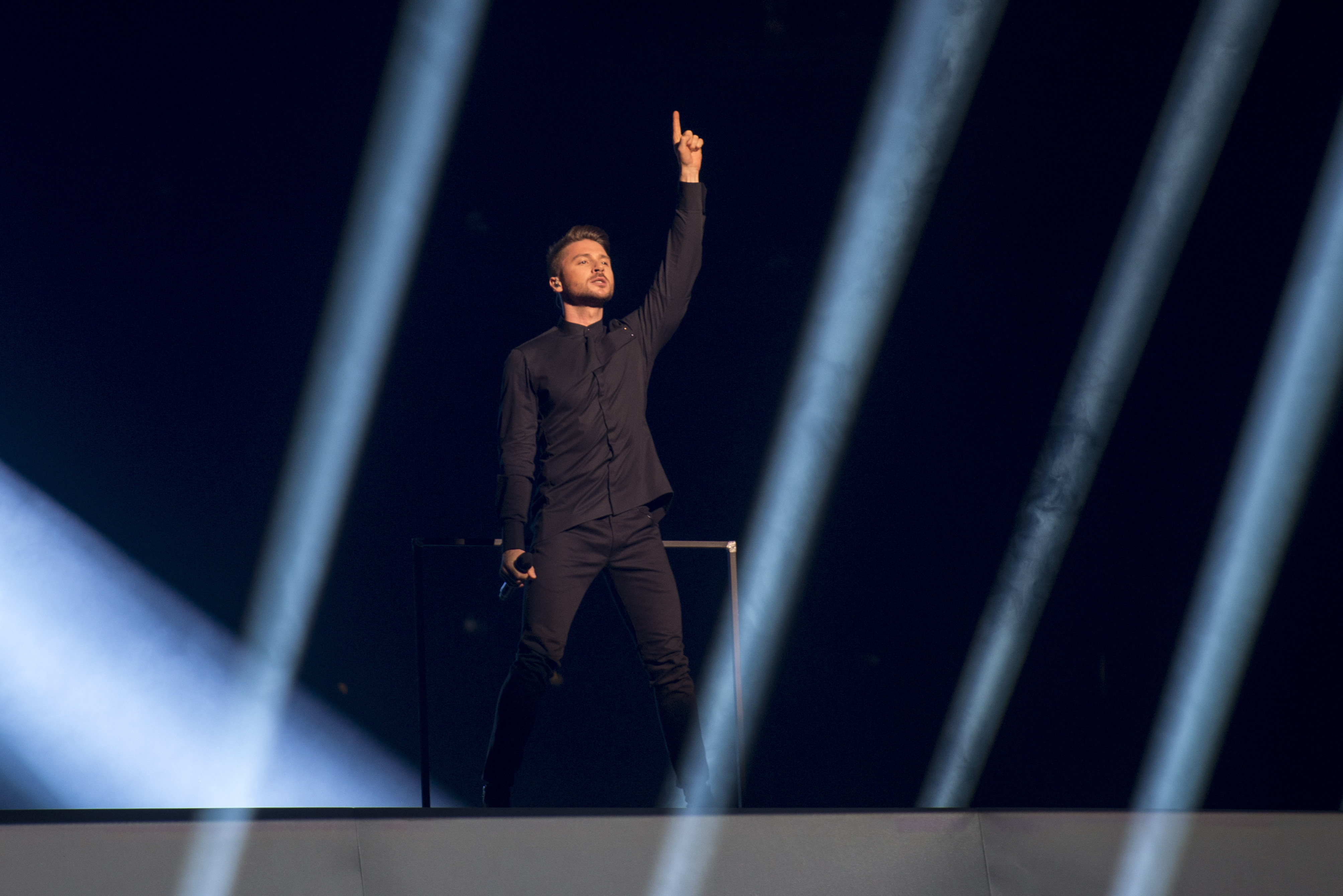
Сергей Лазарев на репетиции перед первым полуфиналом

Согласно правилам «Евровидения» страны «большой пятёрки» (Германия, Великобритания, Испания, Италия, Франция) и страна-хозяйка конкурса (Швеция) напрямую проходят в финал, остальные участвуют в полуфиналах. Распределение на полуфиналы прошло 25 января 2016 года в Стокгольмской ратуше, где 37 стран были распределены на 2 полуфинала. Но после дисквалификации Румынии, в полуфиналах будет по 18 стран.

### Полуфинал
Россия приняла участие в первом полуфинале 10 мая 2016 года. Сергей Лазарев выступил под 9-м номером и вышел в финал (Россию объявили второй по счёту в списке стран-финалистов).

### Финал
Непосредственно после первого полуфинала в процессе пресс-конференции состоялась жеребьёвка, на которую пришли 10 победителей первого полуфинала. По жребию Сергей получил 18-й номер в финале. В итоге он занял третье место в конкурсе «Евровидение-2016», а также первое место по результатам зрительского голосования. Жюри отдало Сергею 130 баллов, а зрители 361 балл, что в конечном счете принесло исполнителю 491 балл. Лазарев был удостоен Премии Марселя Безансона в номинации «Приз зрительских симпатий».